# Лидија Манић
Лидија Вера Манић (Пирот, 1953) српска  је манекенка. Она је прва жена из Србије која је освојила велику међународну титулу након што је крунисана за Мис интернационал 1975. у Мотобу у Јапану.

## Биографија
Рођена је у Пироту, а одрастала је у Обреновцу са мајком и баком. 
Наследила ју је француска делегаткиња Софи Перин као Мис интернационал 1976. године. Иначе, Перинова и Манићева су били делегати својих земаља на избору за Мис универзума 1975. одржаном у Сан Салвадору. Са Мис универзума вратила се са титулом Мис фотогеничности. Пошто се Југославија од тада распала на неколико земаља, Манићева је остала једина победница великог избора лепоте из Југославије, поред Саше Зајц, Мис Европе 1969. године.
Потом, почиње да се бави новинарством и радила је на ТВ Коперникус 1 као водитељка емисије „Србија на испиту“.

## Филмографија
- Наивко (1975)
- Десет најлепших дана (1980)
- Шеста брзина (1981)
- Приче из радионице (1982)